# Unirea, Vrancea
Unirea (în trecut, Pățești) este un sat ce aparține orașului Odobești din județul Vrancea, Moldova, România.